# مگنولیا (میسیسیپی)
مگنولیا (به انگلیسی: Magnolia) شهری در ایالت میسیسیپی کشور ایالات متحده آمریکا است که جمعیت آن در سرشماری سال ۲۰۱۰ میلادی، ۲٬۴۲۰ نفر بوده‌است.